# Cykelbanen i Horsens
Cykelbanen i Horsens var en 400 meter lang udendørs væddeløbsbane som blev anlagt 1896 og lukket 1904. Banen som var en Jyllands første cementcykelbane var anlagt uden for byen bag traktørstedet Sølyst.
Fra 1902 benyttedes den også til motorcykelkørsel, indtil den blev nedlagt i 1904, da en tiltrængt reparation måtte opgives.